# Yalın
Yalın (* 30. März 1980 in Istanbul, eigentlich Hüseyin Yalın) ist ein türkischer Popmusiker und Songwriter.

## Frühes Leben
Yalın schrieb seine ersten Lieder während seiner Schulzeit. Später studierte er Wirtschaftswissenschaften. Zu dieser Zeit nahm er seine erste Demo-CD auf. Seine Begeisterung für die Musik geht zurück in seine Kindheit, als er seinen Vater mit der Gitarre die Gipsy Kings spielen sah. Seither wuchs Yalıns Interesse an der Musik.

## Karriere
Seinen Durchbruch hatte er im Jahr 2004 mit dem Song Zalim. Dieser wurde schnell zu einem der großen Hits in der Türkei und wurde von Künstlern wie Boban Rajović, Peggy Zina, Rovena Stefa oder Toni Storaro gecovert. Im selben Jahr erschien das Debütalbum Ellerine Sağlık. Innerhalb der ersten Woche wurde es 200.000-mal verkauft. Bis zum Ende des ersten Monats erreichte es eine Verkaufszahl von 300.000 Exemplaren. Nach vier Monaten wurde es 500.000-mal verkauft und wurde zu einem der meistverkauften Alben 2004 in der Türkei.
Mit seinem zweiten Album Bir Bakmışsın übertraf Yalın die musikalischen Errungenschaften seines ersten Albums. Obwohl er den Ton seiner Musik ähnlich wie bei Ellerine Sağlık hielt, erhielt sie positive Kommentare von Kritikern. Im Jahr 2006 erschien eine Zusammenarbeit mit dem amerikanischen Reggae-Künstler Shaggy und der japanischen Sängerin AI auf ihrem Album What's Goin' on A.I.

## Diskografie

### Alben
- 2004: Ellerine Sağlık
- 2005: Bir Bakmışsın
- 2007: Herşey Sensin
- 2009: Ben Bugün
- 2012: Sen En Güzelsin
- 2016: Bayıla Bayıla

### Kompilationen
- 2013: Boxset

### Singles
| - 2004: Zalim - 2004: Sonsuz Ol - 2004: Günaydın - 2004: Meleklerin Sözü Var - 2004: Aşkta Telafi Olmaz - 2005: Küçücüğüm - 2005: Bir Bakmışsın - 2005: Ben Bilmem - 2006: Keşke - 2006: Famous (mit Ai & Shaggy) - 2007: Her Şey Sensin - 2007: Cumhuriyet - 2008: Kalamadım - 2008: Gönülçelen - 2009: Ah Be Kardeşim - 2009: Ki Sen - 2009: Özetle Ben Aşığım (mit Bengü) - 2010: Ünzile (mit Kenan Doğulu) - 2011: Anlat Güzel Mi Oralar - 2011: Daha (mit Ozan Doğulu) - 2012: Kalpten Dudağa (mit Ozan Çolakoğlu) - 2012: Olmasa Da Olur - 2012: Kasma - 2013: Keyfi Yolunda, Aşkı Sonunda - 2014: Aşk Diye - 2014: Yeniden - 2015: King For One Day - 2015: Bir Bahar Akşamı | - 2015: Benimki - 2016: Sonsuza Dek - 2016: Sesinde Aşk Var - 2016: Tatlıyla Balla - 2017: Kader Ne Söylüyorsa - 2017: Nöbetçi Geceler - 2018: Hele Bir Başla - 2018: Sensiz Ben Ne Olayım - 2018: Sensiz Olmaz - 2019: Deva Bize Sevişler - 2019: Deme Bana Yokum - 2019: Olur Ya - 2019: İstanbul (mit Solanch De La Rosa) - 2020: Ya Sabır - 2020: Halbuki - 2020: Oyunbaz - 2021: Ver O Zaman Gömleklerimi (mit Sıla Gençoğlu) - 2021: Yaz Gülü - 2022: Bu Da Geçer Mi Sevgilim - 2022: O Yaz Bu Yaz - 2022: Miras - 2023: Biliyorsun (Live) - 2023: Avcı (mit Satori) - 2024: Mümkündür - 2024: Renklerin İçinde - 2024: Deliler Okulu - 2024: Dedi Doktorum - 2025: Sonralar Bizim Değil |

Quelle:

## Auszeichnungen
- 2005: Kral Türkiye Müzik Award in der Kategorie Bester Newcomer
- 2005: Altın Kelebek Award in der Kategorie Bester Newcomer
- 2010: Altın Kelebek Award in der Kategorie Bester Pop-Sänger
- 2010: Kral Türkiye Müzik Award in der Kategorie Bestes Musikvideo (für Ah Be Kardeşim)
- 2014: Altın Kelebek Award in der Kategorie Bestes Musikvideo (für Yeniden)